# Установка фракціонування Марун
Установка фракціонування Марун – підприємство нафтогазової промисловості у південно-західній іранській провінції Хузестан, створене для розділення суміші зріджених вуглеводневих газів (ЗВГ).
З 1970 року на узбережжі Перської затоки працювала установка фракціонування Бендер-Махшахр, котра здійснювала розділення фракції С3+, виділеної газопереробними заводами найбільших іранських нафтових родовищ – Ага-Джарі (NGL-100, NGL-200, NGL-300), Марун (NGL-400, NGL-500) та Ахваз (NGL-600). Втім, з початком ірано-іракської війни 1980 – 1988 років цей об’єкт став ціллю для ворожих авіаударів і був вимушений припинити роботу. Щоб мати змогу далі працювати із ЗВГ, іранці вирішили спорудити другий фракціонатор, майданчик для якого обрали на родовищі Марун поблизу ГПЗ NGL-500. Втім, нове підприємство стало до ладу у 1989-му, вже по завершенні бойових дій.
За проектом установка фракціонування Марун повинна була приймати 40 тисяч барелів ЗВГ на добу та забезпечувати випуск 19 тисяч барелів зрідженого нафтового газу (пропан, бутан) і 15,6 тис барелів газового бензину (фракція С5+).